# Féakes (dème)
Le dème de Féakes, en grec moderne : Δήμος Φαιάκων / Dímos Feákon, ou en français dème des Phéaciens, est un ancien dème du district régional de Corfou, en Grèce. Depuis 2010, il est fusionné au sein du dème de Corfou-Centre et des îles Diapontiques.
Le dème doit son nom aux Phéaciens, peuple de l’Odyssée vivant sur l’île de Schérie, communément identifiée avec Corfou.
Selon le recensement de 2011, la population du dème compte 6 545 habitants.